# Diphasiastrum oellgaardii
Diphasiastrum oellgaardii är en lummerväxtart som beskrevs av Stoor, Boudrie, Jerome, K. Horn och Bennert. Diphasiastrum oellgaardii ingår i släktet Diphasiastrum och familjen lummerväxter. Inga underarter finns listade i Catalogue of Life.